# Пауль Лют
Пауль Егон Генріх Лют (нім. Paul Egon Heinrich Lüth; 20 червня 1921, Перлеберг — 6 серпня 1986, Кнюлльвальд) — німецький медик, журналіст, письменник і політичний активіст. Учасник Другої світової війни як польовий хірург вермахту. Після війни — лікар, редактор літературно-публіцистичного журналу. У 1945–1947 — член компартії Німеччини. У 1950—1953 — лідер антикомуністичного Союзу німецької молоді. Заарештовувався владою ФРН за створення ультраправої воєнізованої організації. Займався науковою та практичною медичною діяльністю. Автор філософських есе та літературних творів.

## Воєнлікар і редактор
Народився у сім'ї комерсанта. У 1939 році був призваний у вермахт, пройшов навчання військового медика. Під час відпусток вивчав медицину у Ростокському університеті. Служив військово-польовим хірургом. Рано захопився літературою та філософією. Першу працю про японську філософію опублікував у 1944 році.
Після закінчення війни Пауль Лют спочатку влаштувався у Грос-Герау (Гессен, американська зона окупації Німеччини). Працював лікарем й одночасно редагував журнал «Der Bogen» («перший повоєнний німецький журнал»). Співпрацював з Альфредом Дебліном. Публікував твори Генрі Міллера, Ґотфріда Бенна, антології молодих німецьких письменників. Публіцистика видання мала проамериканський характер. На цій основі Лют встановив контакти з представниками Корпусу контррозвідки США.
У 1945–1947 роках Пауль Лют був членом Комуністичної партії Німеччини. За деякими оцінками, проводив у компартії політичну розвідку. На початку 1950-х років Пауль Лют відкрито зайняв вкрай антикомуністичні й антирадянські позиції.

## Лідер антикомуністичної молоді
23 червня 1950 року Пауль Лют заснував у Франкфурті-на-Майні Союз німецької молоді (BDJ). Завданням Союзу було оголошено «опір більшовизму», боротьба проти комуністичного тоталітаризму та радянської експансії.
Програму Союзу німецької молоді було викладено у маніфесті Пауля Люта «Bürger und Partisan. Über den Widerstand gestern, heute und morgen» («Громадянин та партизан. Про опір вчора, сьогодні та завтра»). Становище у світі з 1939 року Лют характеризував як оборонну війну свободи проти тоталітаризму. Небезпеку він вбачав у прямому нападі Радянського Союзу, але й у таємних операціях радянських спецслужб, у поширенні політичного впливу комуністів.

Пауль Лют підкреслював необхідність й ефективність антикомуністичного опору:
Немає жодних підстав побоюватися того, що Сталін досягне успіху. Йому не вдалося придушити дух й енергію боротьби. Опір завжди можливий. У кінцевому підсумку диктатура завжди зазнає поразки.
BDJ вів активну антикомуністичну й антирадянську агітацію, поширив понад 200 тисяч плакатів та майже 2,5 мільйона листівок. При цьому Союз критикував неонацистів за їхні виступи проти США та НАТО. Пауль Лют і його соратники відзначали загальні тоталітарні риси нацизму та більшовизму, збіг політичних інтересів неонацистських організацій та Радянського Союзу. Разом з комуністами атакам піддавалися «буржуазні криптокомуністи» — підприємці, які підтримували КПН.
Водночас неофашистські погляди були характерними для багатьох активістів. До керівного складу залучалися колишні офіцери вермахту та Ваффен-СС, функціонери НСРПН, але у деяких випадках також і КПН. Поряд із легальними групами, BDJ мав підпільні структури та «штурмові» підрозділи — Technischer Dienst (Технічна служба) на чолі з колишнім гауптштурмфюрером СС Гансом Отто та колишнім лейтенантом Люфтваффе Ерхардом Петерсом.
BDJ тісно співпрацював з американськими спецслужбами, отримував фінансування американськими каналами. Організація розглядалася як елемент європейської антикомуністичної й антирадянської мережі, яка згодом оформилася у систему Гладіо. Особливого значення надавалося організації Люта у контексті Корейської війни, коли військове зіткнення з СРСР у Європі вважалося реальною перспективою. За такого розвитку подій на базі BDJ передбачалося створити антирадянський партизанський рух.
Восени 1952 року Федеральна служба захисту конституції Німеччини та поліція почали щільне розслідування діяльності BDJ. Під час обшуків було виявлено зброю, боєприпаси, вибухові речовини, великі грошові суми та «чорний список» політиків, які підлягають ліквідації за «потурання комунізму» (зокрема видатні соціал-демократи Герберт Венер і Еріх Олленгауер). 7 січня 1953 року BDJ був офіційно заборонений. Декілька керівних активістів, зокрема Пауль Лют, зазнали короткочасних арештів.

## Медик і літератор
З 1953 року Пауль Лют відійшов від політики. Займався науковими дослідженнями у Майнцьському університеті, продовжував медичну практику у Франкфурті. Особливу увагу приділяв соціальній стороні медицини, організації реабілітаційних центрів, громадській підтримці державної охорони здоров'я. Опублікував низку праць у галузі антропології, генетики, геріатрії, мікробіології. Писав історичні та філософські есе. Загальний тираж його публікацій перевищував мільйон екземплярів.
У 1984 році твір Пауля Люта «Tagebuch eines Landarztes» («Щоденник сільського лікаря») — був нагороджений літературною премією Федеральної медичної асоціації Німеччини.
Мав звання почесного професора соціальної медицини. Перебував у державній консультативній раді з охорони здоров'я.
Помер Пауль Лют від серцевого нападу у віці 65 років.
Пауль Лют був одружений, мав двох дітей.